# Saurita strymoides
Saurita strymoides är en fjärilsart som beskrevs av Max Wilhelm Karl Draudt 1931. Saurita strymoides ingår i släktet Saurita och familjen björnspinnare. Inga underarter finns listade.